# Tamilnadu
Tamilnadu (tamil. தமிழ்நாடு; ang. Tamil Nadu; hindi तमिल नाडु, trb.: Tamilnad, trl.: Tamiḻ Nāṭu) – jeden ze stanów Indii, położony w ich południowej części, zamieszkany głównie przez Tamilów, lud pochodzenia drawidyjskiego.
Stolicą stanu, a zarazem największym miastem jest Ćennaj.
Stan został utworzony 18 lipca 1967.

## Geografia
Powierzchnia stanu Tamilnadu wynosi 130 058 km², co czyni go jedenastym pod względem wielkości stanem Indii. Na zachodzie graniczy ze stanem Kerala, na północnym zachodzie z Karnataką oraz na północy z Andhra Pradesh. Na wschodzie znajduje się Zatoka Bengalska oraz terytorium związkowe Puducherry. Na terenie stanu znajduje się również najbardziej na południe wysunięty punkt półwyspu Indyjskiego – miasto Kanyakumari, gdzie spotykają się wody Morza Arabskiego, Zatoki Bengalskiej i Oceanu Indyjskiego.

## Podział administracyjny

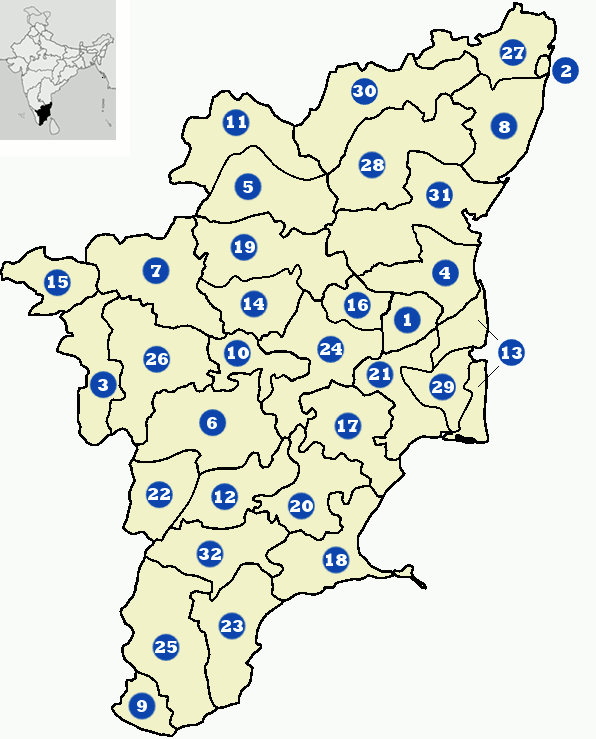
Dystrykty stanu Tamilnadu

Stan Tamilnadu dzieli się na następujące dystrykty:
1. Ariyalur
2. Ćennaj
3. Coimbatore
4. Cuddalore
5. Dharmapuri
6. Dindigul
7. Erode
8. Kanchipuram
9. Kanyakumari
10. Karur
11. Krishnagiri
12. Madurai
13. Nagapattinam
14. Namakkal
15. Nilgiris
16. Perambalur
17. Pudukkottai
18. Ramanathapuram
19. Salem
20. Sivaganga
21. Thanjavur
22. Theni
23. Tiruchirapalli
24. Tirunelveli
25. Tiruvallur
26. Tiruvannamalai
27. Tiruvarur
28. Thoothkudi
29. Tiruppur
30. Vellore
31. Viluppuram
32. Virudhunagar